# Timoma
Il  timoma  è un tumore derivato dalle cellule epiteliali del timo, una malattia rara, famosa per le sue associazioni ancora misteriose con il disordine neuromuscolare chiamato Miastenia grave. Moltissime sono le malattie a cui si può associare la comparsa del tumore come l'artrite reumatoide, l'anemia perniciosa, la polimiosite, la tiroidite.
È costituito da cellule differenziate, accompagnate da linfociti non tumorali sparsi in quantità più o meno abbondante, nel contesto delle cellule epiteliali.
Rappresenta quantitativamente il 90% dei tumori del timo.
Le forme invasive rappresentano il 30% dei casi e presentano:
- capsula incompleta con invasione delle strutture circostanti
- tropismo per i linfatici del connettivo sottopleurico.

Nella classificazione clinica secondo Masaoka si distinguono:
- Stadio 1: Timoma macroscopicamente capsulato, senza invasività capsulare microscopica
- Stadio 2: Invasione macroscopica del tessuto adiposo circostante o della pleura mediastinica
- Stadio 3: Invasione generalizzata delle strutture circostanti
- Stadio 4: Disseminazione pleurica e pericardica; metastasi linfatiche ed ematiche

## Epidemiologia
I tumori timici sono le più frequenti neoplasie nel mediastino nella popolazione adulta, rappresentando circa il 50% delle masse mediastiniche anteriori; hanno un'incidenza di 0.05 per 100000 persone l'anno.
I tumori timici sono un gruppo molto eterogeneo di neoplasie, ad origine dalle cellule epiteliali del timo, anche se nella maggior parte dei casi sono costituiti da percentuali variabili di cellule epiteliali e linfociti; il più frequente sottotipo istologico è rappresentato dal timoma, mentre il carcinoma timico è molto più raro e talvolta si possono ritrovare timolipomi, carcinoidi, lipomi e tumori a cellule germinali.
L'età media di presentazione dei timomi è 53 anni, anche se possono presentarsi a qualunque età, con una uguale distribuzione in entrambi i sessi.
I timomi hanno un'evoluzione imprevedibile, infatti si possono osservare casi in cui la malattia rimante indolente per lungo tempo fino ad arrivare a neoplasie molto aggressive con aspetti di infiltrazione locale e storie di plurime recidive e metastasi a distanza.

## Sintomatologia
La diagnosi di timoma, data la loro storia clinica indolente, può essere spesso occasionale, infatti almeno il 30% dei pazienti è asintomatico al momento della diagnosi. Quando sono presenti sintomi, spesso molto vaghi e sfumati, sono da ricondurre alla compressione locale o all'infiltrazione delle strutture circostanti: i più frequenti sono dolore toracico, tosse, dispnea, paralisi di un emidiaframma per interessamento del nervo frenico, ma possono essere presenti anche disfonia per infiltrazione del nervo ricorrente e segni riferibili alla sindrome della vena cava superiore.
I timomi possono tuttavia essere associati a numerose sindromi paraneoplastiche: la più frequente è senza dubbio la Miastenia Gravis, che è presente nel 30-45% dei pazienti, mentre l'aplasia eritroide pura e l'ipogammaglobulinemia ricorrono nel 2-5% dei casi.
La Miastenia Gravis è una patologia neuromuscolare caratterizzata da deficit di forza e da faticabilità dei muscoli scheletrici a causa della presenza di autoanticorpi diretti contro i recettori dell'acetilcolina a livello della placca neuromuscolare. La presenza di questi autotanticorpi a livello della giunzione neuromuscolare determinerebbe un blocco delle sinapsi impedendo quindi la trasmissione nervosa. I muscoli più interessati sono quelli volontari ad attività ripetitiva, per tale motivo i primi sintomi sono rappresentati dalla ptosi palpebrale, cambiamenti nel tono della voce fino alla rinolalia, disfagia, astenia, fino ad arrivare, nei casi più gravi, all'interessamento della muscolatura respiratoria con quadri di insufficienza respiratoria, talvolta grave. Circa il 10-15% dei pazienti affetti da Miastenia Gravis presenta un tumore timico e nella maggior parte dei casi si tratta di timomi di tipo A o B. Alcuni studi sembrerebbero dimostrare che i pazienti affetti da timoma e miastenia hanno una prognosi migliore rispetto ai non miastenici.
L'aplasia eritroide pura si manifesta come una severa anemia dovuta alla soppressione della eritrogenesi nel midollo osseo: più precisamente si manifesta una diminuzione dei precursori della serie rossa, mentre la mielopioesi risulta conservata. Il meccanismo alla base di questa sindrome non è chiaro, ma sembrerebbe mediato immunologicamente dalla presenza di IgG che inibiscono la produzione di emoglobina ed eritropoietina. L'aplasia eritroide pura è presente nel 5% dei pazienti affetti da timoma e nella maggior parte dei casi si tratta della variante A.
L'ipogammaglobulinemia è presente nel 2-5% dei pazienti affetti da timoma A ed è dovuta ad una inibizione della produzione delle immunoglobuline da parte di dei linfociti T suppressor. Questa sindrome può essere scatenata dalla rimozione della neoplasia ed in questo caso la prognosi è spesso infausta. Il timoma raramente sviluppa metastasi a distanza, tuttavia in alcuni casi può essere localmente invasivo con infiltrazione degli organi circostanti e diffusione alla pleura parietale e/o al pericardio. Il grado di invasività locale è determinante nella scelta del trattamento.

## Diagnosi
- Radiografia. Spesso la neoplasia viene ignorata dalla persona, perché non fornisce sintomi di rilievo, e casualmente grazie ad una normale radiografia può venire diagnosticata. La diagnosi di timoma è radiologica. Alla radiografia del torace, nella proiezione postero-anteriore, la neoplasia si presenta spesso come una massa lobulata situata nel mediastino superiore, vicino alla giunzione tra il cuore e i grossi vasi. La proiezione laterale può essere dirimente in caso di piccole masse, non visibili nella proiezione postero-anteriore. In questo caso si può osservare un'opacità al davanti dell'aorta ascendente, nel mediastino antero-superiore. Alla radiografia del torace è inoltre possibile osservare l'innalzamento di un emidiaframma, segno di un'infiltrazione del nervo frenico.
- La TAC del torace è necessaria per determinare l'estensione della lesione, il rapporto con le strutture adiacenti e l'eventuale diffusione pleurica e/o pericardica, inoltre può essere determinante nel diagnosticare neoplasie di piccole dimensioni, non apprezzabili con una radiografia standard del torace. La biopsia chirurgica della lesione non è consigliata in caso i tumori timici capsulati, per il rischio di disseminazione; si rende invece necessaria nel caso di tumori non resecabili o per diagnosi differenziale con altre neoplasie maligne del mediastino anteriore al fine di una corretta scelta terapeutica.

## Terapie
Il trattamento del timoma dipende dalla presentazione clinica, in particolare dall'invasività locale. La chirurgia è sicuramente il gold standard, tutti i pazienti affetti da timoma, ad eccezione di quelli affetti da neoplasie non resecabili o con metastasi a distanza, dovrebbero essere sottoposti a intervento chirurgico con resezione completa della lesione anche se infiltra organi circostanti non vitali (pleura, pericardio, polmone). La presenza di metastasi polmonari non pregiudica l'intervento chirurgico. L'accesso chirurgico scelto nella maggior parte dei casi è la sternotomia longitudinale mediana anche se in caso di grosse lesioni che si estendono al cavo pleurico è preferibile l'approccio toracotomico postero-laterale.
Più recentemente, per lesioni capsulate e di piccole dimensioni, alcuni autori hanno proposto timectomie mini-invasive mediante accessi chirurgici toracoscopici o grazie all'utilizzo del robot. Localizzazioni pleuriche (reimpianti pleurici) possono manifestarsi anche dopo anni dall'intervento chirurgico. Questi reimpianti possono comunque essere rimossi chirurgicamente con accesso toracotomico. Inoltre più recentemente è stata introdotta in centri specializzati la chemioterapia ipertermica intracavitaria chemioipertermia, che consiste nel lavaggio del cavo pleurico con sostanze chemioterapiche ad alte temperature per circa 1 ora, al fine di sfruttare l'effetto sinergico di alta temperatura e chemioterapico. L'assorbimento sistemico del farmaco è pressoché inesistente.

## Prognosi
La prognosi varia a seconda dell'attività mitotica e dalla tempistica di intervento.